# Липицкая битва
Ли́пицкая би́тва — сражение между младшими сыновьями Всеволода Большое Гнездо и муромцами, с одной стороны, и соединённым войском из смоленской и новгородской земель, поддержавшим претензии старшего Всеволодовича Константина на владимирский престол и возглавляемым Мстиславом Мстиславичем Удатным, с другой. Победу одержала смоленско-новгородская коалиция, решив таким образом в пользу Константина судьбу владимирского наследства. Одна из самых жестоких и кровавых междоусобных битв в русской истории[уточнить]. Произошла в 1216 году неподалёку от Юрьева-Польского вблизи реки Гзы.

## Предпосылки
В 1215 году Мстислав Удатный ушёл из Новгорода на юг, и новгородцы призвали на княжение Ярослава Всеволодовича из Переяславля-Залесского. В ходе его конфликта с новгородцами он захватил Торжок, перекрыл подвоз продовольствия в Новгород из «низовых земель», что с учётом неурожая привело к гибели многих новгородцев от голода. Новгородских послов он брал в плен. Новгородцы обратились к своему прошлому князю Мстиславу Удатному, которого поддержали Владимир Рюрикович смоленский и Владимир Мстиславич псковский. Мстислав Романович киевский прислал своего сына Всеволода. Союзники вторглись во Владимиро-Суздальское княжество по маршруту Тверь—Кснятин—Переславль-Залесский.
Союзникам благоприятствовало и то, что в княжестве шла борьба за наследство Всеволода Большое Гнездо. Его старший сын Константин не получил от отца великое княжение по той причине, что хотел сконцентрировать в своих руках оба главных города: старую столицу Ростов и новую — Владимир, а следующему по порядку Всеволодовичу, Юрию, предлагал Суздаль. Константин княжил в Ростове, Юрий — во Владимире и Суздале.
Юрий и младшие братья стали на сторону Ярослава, он отступил из Торжка к ним. Константин 9 апреля присоединился к смоленским князьям у Городища на Саре, между Ростовом и Переяславлем, откуда они вместе двинулись навстречу младшим Всеволодовичам, выступившим из Владимира с муромской помощью. Всеволодовичи ставили перед собой также не только оборонительные цели, о чём свидетельствуют слова Юрия: «Мне, брат, Владимирская земля и Ростовская, тебе — Новгород, Смоленск — брату нашему Святославу, Киев отдай черниговским князьям, а Галич — нам же». Таким образом, поражение коалиции смоленских князей, новгородцев и Константина могло бы привести к новому масштабному переделу русских земель. На то, что столкновение не было локальным событием, косвенно указывает эпизод с княжением в Переяславле Владимира Всеволодовича. В 1213 году он был послан туда старшими братьями, в 1215 году в бою с половцами (союзниками Мстислава Галицкого) попал в плен, из которого освободился лишь в 1218 году.

## Военные действия

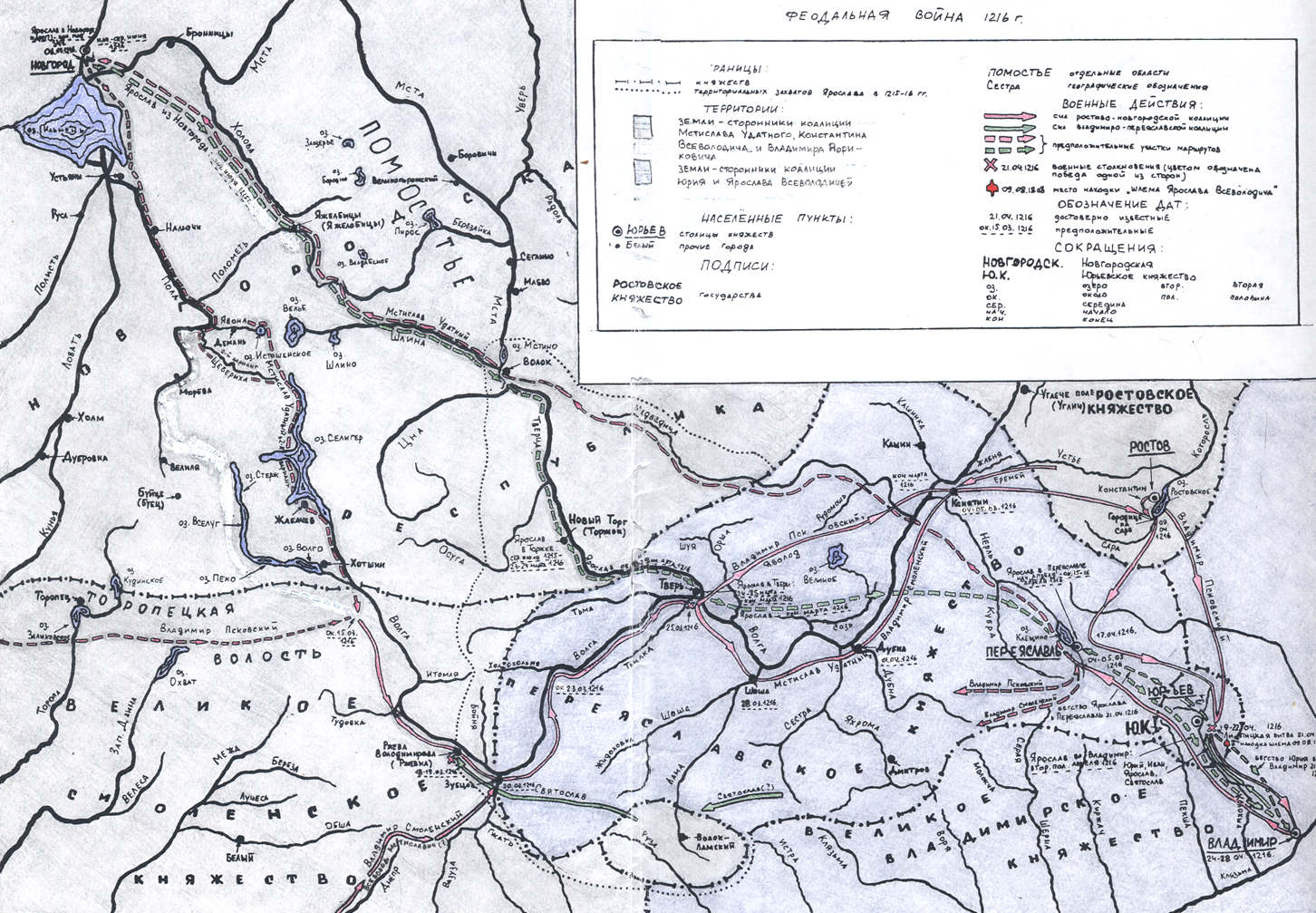

До битвы Константин расположился на реке Липице, его союзники рядом с Юрьевом, а суздальские силы — на реке Гзе, с севера впадающей в Колокшу под Юрьевом.
После провала мирных переговоров сражение должно было начаться у Липиц, но суздальцы отступили на Авдову гору, прикрывшись таким образом оврагом от противников, расположившихся на Юрьевой горе. Мстислав предложил суздальцам либо пустить его на Авдову гору, либо им самим пройти на Юрьеву гору, для чего он готов был отступить обратно к Липицам, но они отказались, пытаясь использовать выгоды обороняющейся стороны.
Сражение произошло 21 апреля. Построение обеих сторон было расчленённым только по фронту и состояло из трёх полков. Юрий встал в центре против Мстислава, Владимира псковского и Всеволода, Ярослав со сторонниками из новгородцев и новоторжцев — на правый фланг против Владимира смоленского, младшие Всеволодовичи — на левый против Константина.
Смоляне и новгородцы атаковали противника в пешем строю через овраг, смоляне подрубили стяг Ярослава. Затем сквозь пешцы ударили главные силы, Мстислав трижды проехал сквозь полки противника с топором, закреплённым на руке с помощью ремённой петли.
По данным летописи, дружины Юрия, Ярослава и младших Всеволодовичей только убитыми потеряли 9233 человека. Татищев приводит другие данные: «На том бою побито Юриевых и его братии 17250, ростовцев же, смоленчан и новгородцев — 2550, между которыми много знатных людей и храбрейших воинов пало, раненых же в обоих весьма много было, а более у смоленчан, из-за трудного ради их, ибо гора была им крута и неровна».
Юрий и Ярослав, спасаясь от смерти и плена, бежали соответственно во Владимир и Переяславль-Залесский, проделав примерно по 60 км каждый, причём первый загнал трёх коней, а второй четырёх. Составить представление об угрожавшей им опасности помогает то, что Юрий прискакал во Владимир в нижнем белье, несмотря на время года (конец апреля).

## Итог битвы

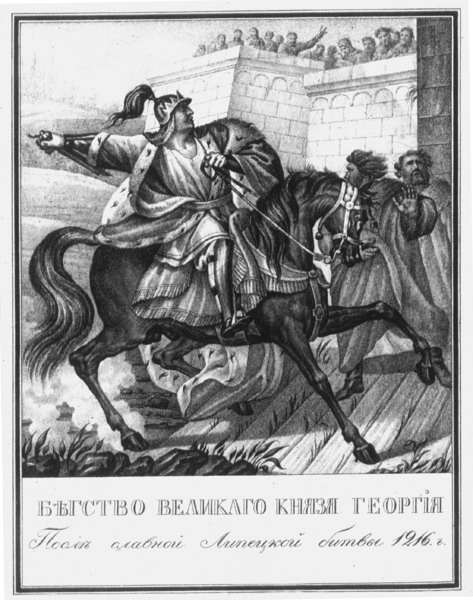
Бегство великого князя Георгия (Юрия) Всеволодовича после Липицкой битвы. Литография по рисункам Б. А. Чорикова. 1836 год.

В итоге Липицкой битвы Юрию пришлось уступить владимирский престол своему старшему брату Константину, а самому согласиться на Городецкий удел. Смоленские князья этой победой избавились от соперников, в частности Ярослава Всеволодовича, в борьбе за Новгород, но ненадолго. Уже в 1217 году Константин дал Юрию Суздаль, гарантировал ему и великое княжение после своей смерти в обмен на обширный ростовский удел для своих сыновей, которые должны были признать Юрия вместо отца. Таким образом, Липицкая битва положила конец междоусобице и начало новому взлёту Владимирского княжества: уже в 1219 году оно восстановило своё влияние в Рязани, в 1221 — в Новгороде, сменив смоленских князей в активных действиях в Прибалтике против ордена меченосцев, и добилось от волжских булгар условий мира «по-прежнему, как было при отце и дяде Юрия» (Соловьёв С. М.).
По словам доктора исторических наук И. Я. Фроянова, «победа в Липецкой битве — важнейшая веха новгородской истории. Она явилась переломным моментом в отношениях Новгорода с князьями Владимиро-Суздальской земли. Более чем полувековой их натиск был остановлен. Новгородцы в длительной и упорной борьбе отстояли право „свободы в князьях“, приобретённое ими ещё в результате событий 1136 г., покончивших с господством Киева над Новгородом, отбили попытки превращения новгородского княжения в наместничество. Всё это было закреплено посажением Константина на владимирский великокняжеский стол… Всё это сказалось на эволюции самой княжеской власти в самом Новгороде: сложилось более благоприятные условия для соединения местной государственной организации с княжеской властью, оформившейся в один из институтов верховной власти Новгородской республики. Благодаря липицкой победе Новгород не только отстоял свою независимость, но удержал своё положение главного города в волости, отстояв при этом её территориальную целостность».

## Находка

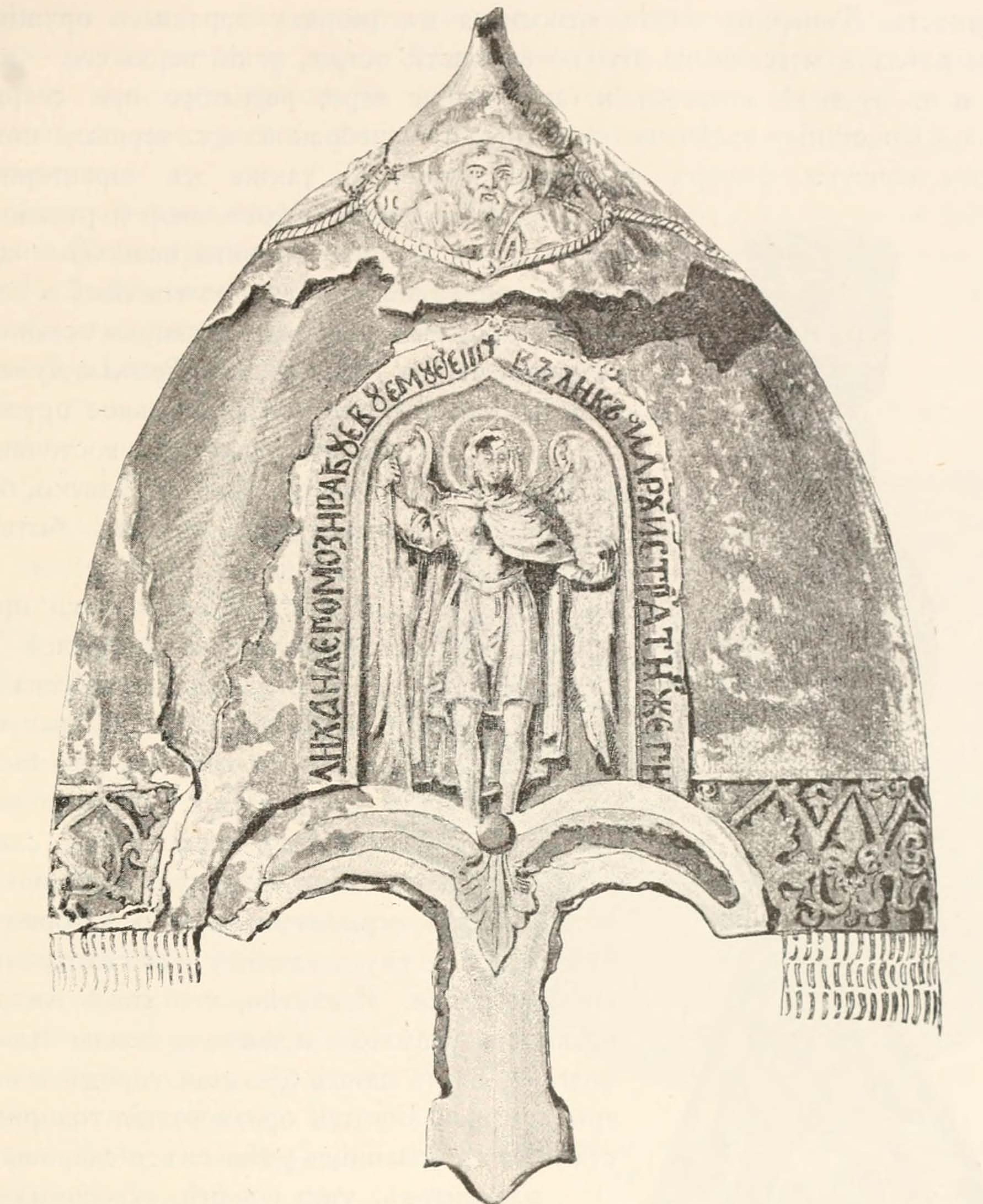
Шлем Ярослава Всеволодовича

9 августа 1808 года крестьянки Анисья Ларионова и Настасья Васильева из села Лыково, расположенного неподалёку от Юрьева-Польского, «находясь в кустарнике для щипания орехов, усмотрела близ орехового куста в кочке что-то светящееся». Это «что-то» оказалось древним позолоченным шлемом, под которым лежала свёрнутая кольчуга. Шлем был богато украшен и содержал надпись: «Великий архистратиг Господень Михаил, помоги рабу своему Феодору».
Губернское начальство предприняло срочные меры, и находка была передана в Петербург, президенту Академии художеств А. Н. Оленину. Шлем уже при первой публикации был атрибутирован как предмет XII—XIII века, а владельцем его был назван великий князь Ярослав Всеволодович, в крещении Федор.
Шлем выставлен в витрине древнейших воинских доспехов в Оружейной палате Московского кремля. Кроме того, его копия украшает голову Александра Невского — Черкасова в фильме Эйзенштейна. И хотя Александр Невский ещё не родился тогда, когда шлем уже лежал на берегу Колокши, всё же права на него у знаменитого полководца имеются: ведь он был сыном владельца этого шлема — Ярослава Всеволодовича.

## Воины и былинные персонажи
В битве участвовали, по дошедшим летописям, богатыри Александр Попович, Добрыня Золотой Пояс (он же Тимоня Резанич) и Нефедий Дикун, а также Юрята и Ратибор, павшие от руки Поповича. Никоновская летопись называет ещё и неких «Иева Поповича и слугу его Нестора, вельми храбрых», оплакиваемых Мстиславым Удатным. «Это дало основание утверждать о существовании у Александра Поповича брата-богатыря, Иова или Ивана. Однако тут явно имеет место искажение первоначального текста более ранней Новгородской летописи, где среди погибших новгородцев упоминали и „Иванка Поповиця“».

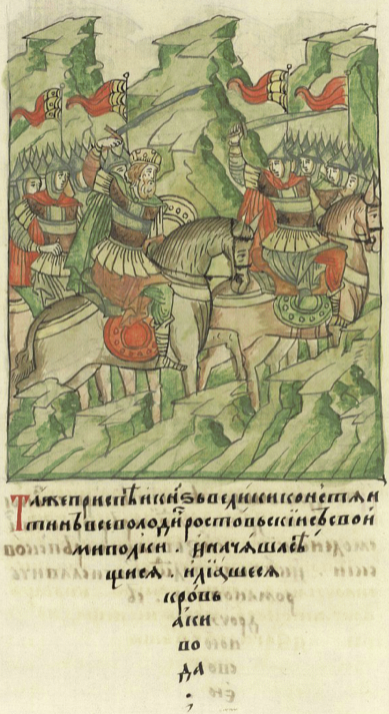
Константин I Добрый во время битвы
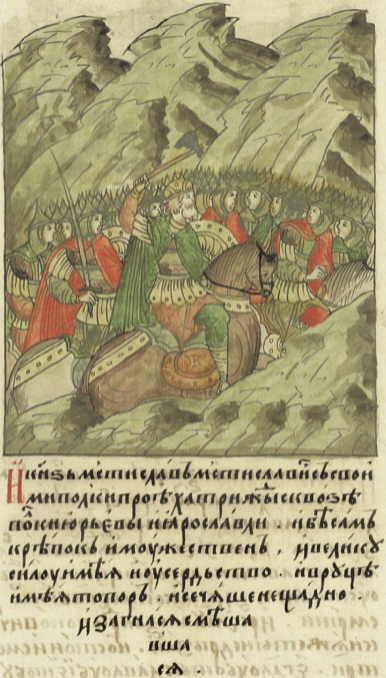
Мстислав Удатный во время битвы